# Аркадаг (футбольный клуб)
«Аркадаг» (туркм. «Arkadag» futbol kluby) — туркменский футбольный клуб из одноимённого города. В настоящий момент выступает в Высшей лиге Туркменистана, главном по значимости футбольном турнире страны.

## Клубные цвета
| Зелёный | Белый |

## История
Футбольный клуб «Аркадаг» включили в состав Федерации футбола Туркменистана 1 апреля 2023 года на внеочередной конференции организации. Основателем клуба является бывший президент Туркменистана Гурбангулы Бердымухамедов. Футбольная команда основана в новом городе Аркадаг, название которого отсылает к официальному титулу Бердымухамедова. Экс-президент лично участвовал в разработке формы и логотипа команды.
Решением Исполкома Федерации футбола Туркменистана команда стала участницей чемпионата и Кубка Туркменистана. В заявку клуба были включены 27 футболистов из 6 футбольных клубов Туркменистана, представляющих основной костях национальной сборной Туркменистана.
Первый матч «Аркадаг» провёл 18 апреля 2023 года, обыграв под руководством Гуванчмухамеда Овекова в матче 2-го тура чемпионата Туркменистана марыйский «Мерв» — 2:1. Первые официальные матчи клуб проводил на стадионе «Ниса» в Ашхабаде. 22 апреля 2023 года в дебютном матче в Кубке Туркменистана «Аркадаг» разгромил «Энергетик» (4:0). Сезон 2023 года команда завершила в статусе чемпиона, имея в активе 24 победы в 24 матчах.

## Достижения
- Чемпион Туркменистана (2): 2023, 2024[англ.]
- Обладатель Кубка Туркменистана (2): 2023[укр.], 2024
- Обладатель Суперкубка Туркменистана: 2024[англ.]
- Победитель Лиги вызова АФК: 2024/25

## Главные тренеры
- Гуванчмухамед Овеков (2023)[11]
- Бегенчмухаммед Кулиев (2023)[12]
- Владимир Байрамов (2023[13]—2025)
- Довлетмырат Аннаев (с 2025 года)[14]